# Діброва (Конотопський район)
Дібро́ва (до 2024 року — Першотравневе) — село на Сіверщині, у Дубов'язівській селищній громаді Конотопського району Сумської області України. Населення становить 127 осіб. Колишній орган місцевого самоврядування — Шпотівська сільська рада.

## Назва
Неофіційна самоназва Молоданівка. До перейменування радянською владою це був хутір Воскресенський, а ще раніше — Сангуро-Воскресенськ.
19 вересня 2024 року Верховна Рада підтримала перейменування села Першотравневе на Діброва. 26 вересня 2024 року перейменування набуло чинності.

## Географія
Діброва розташована в лісостеповій зоні на двох пагорбах і в долині, за 2.5 км від лівого берега водосховища Ромен — так званого Шпотівського моря. Ґрунти тут чорноземи та сірі лісові.

Через селище проходить автомобільна дорога Т 2504.

Довжина села Діброва:
- з півночі на південь — 1,09 км
- з заходу на схід — 1,6 км

### Водні ресурси
Є кілька джерел, звідки пастухи беруть воду.
 Балками, через все село тече пересихаючий струмок із загатою, який і поділяє село на декілька хуторів.

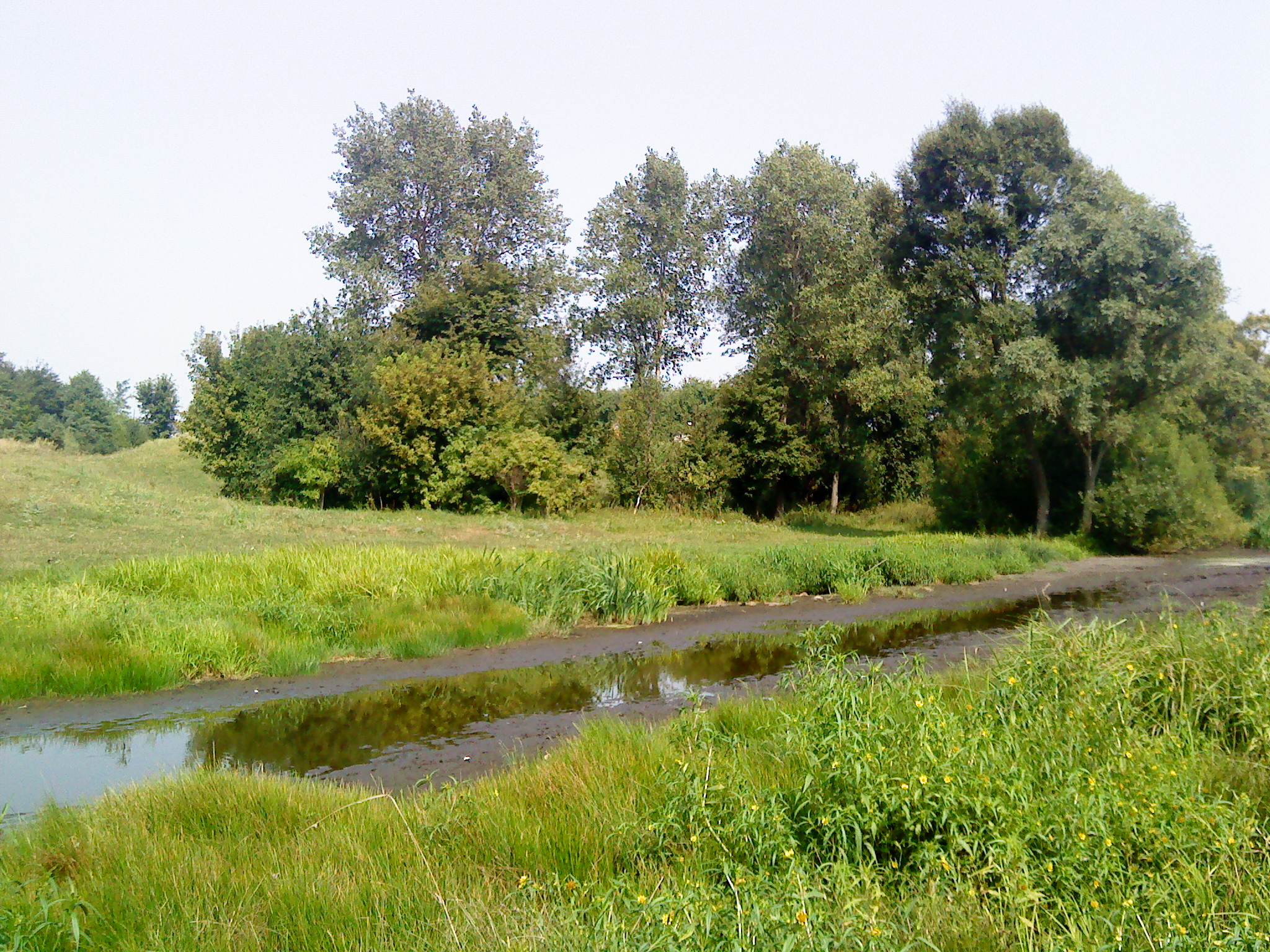
Струмок із загатою. Хутір Куликівка, 17 сер 2010

 Він з'єднує між собою всі ставки, що розташовані на території села і являє собою притоку річки Ромен. До 2000 року село мало 5 зариблених ставків, але один було випущено колишнім головою села у 1975 році і перетворено в пасовище, а ще один пересох сам у 2013 році.
 Станом на 2015 рік лишалося 3 ставки, а вже в 2016 їх було лише 2.

 Неподалік села знаходиться ще два великих ставка (Совхозький та Баюрівський), куди часто навідуються рибалити та купатись місцеві селяни, але ці водойми з 2013 року все більше пересихають, особливо Баюрівський.

### Екологія
Екологічна ситуація в селі задовільна, проте є певні проблеми.
1. Селяни спалюють стерню на полях (навіть за спекотної погоди), вважаючи що це на краще для ґрунту, але насправді лише шкодять йому, створюють пожежонебезпечну ситуацію і призводять до загибелі тисяч комах і маленьких тваринок, що оселилися в залишках соломи і стерні.
2. Поля в цій місцевості обробляють не лише гербіцидами, а й інсектицидами, часом такими, що в сусідніх бджолярствах гинуть всі бджоли і повітря в такий період у селі смердюче і отруйне. Декілька таких полів розташовані на пагорбах вздовж ставків де пасовища, то ж з дощем хімікати стікають у ці ставки, а тоді цю воду пьють корови та інші домашні тварини. Іноді, кількість хімікатів у воді настільки перевищує норму, що коли там купаються діти, це призводить до алергічних реакцій та висипів по всьому тілі.
3. На всі три села довкола є лише один скотомогильник — глибокий і вузький рівчак викопаний трактором, який знаходиться на значній відстані від сіл — задля безпеки. Але не у всіх є можливість до нього доставити померлих тварин, то ж іноді можна зустріти викинуті трупи тварин у кущах довкола села де граються діти.
4. Сміття тут вивозити немає куди, тож селяни влаштовують сміттєзвалища як хто хоче, але зазвичай в межах своїх господарст. На Дібровівці сміття викидають в степ в одну купу на березі одного з двох тутешніх ставків — і після дощу стоки потрапляють в цей же став, забруднюють його.
5. Місцеві водойми звісно ніхто не чистить, отже вони сильно замулені, неглибокі і порослі ряскою та кропивкою і малопридатні до купання. До того ж, на більшості з них щодня купається велика кількість качок і гусей, а також корови, після чого у води з'являється неприємний запах.

## Історія

### Сива давнина
Поблизу села розташовувалися декілька скіфських курганів, які радянська влада наказала зорати під кукурудзу. Деякі вже й непомітні, але лишилось два доволі видимих — один поблизу Совхозького ставка і один ближче до сусіднього села Базилівка. Археологи проводили на них розкопки, але широкому загалу досі не відомо що вони там виявили. У 2015 році, як і роки до того, кургани продовжують зорювати і скоро від них не лишиться й сліду.

### Гетьманщина(1649—1764)
Родючі землі приваблювали переселенців із Правобережної України. Як інші довколишні села, Діброва заснована наприкінці XVII століття переселенцями з Черкащини та Волині, у результаті наслідків битви під Берестечком, коли 1651 року українські козаки під проводом Богдана Хмельницького зазнали поразки. Після чого Богдан Хмельницький дав указ людям переселятися з Правобережжя на Полтавщину і на прикордонні землі з Московією, які були перед тим практично не заселені.

### За окупаціїРосійської імперії (1764—1917)

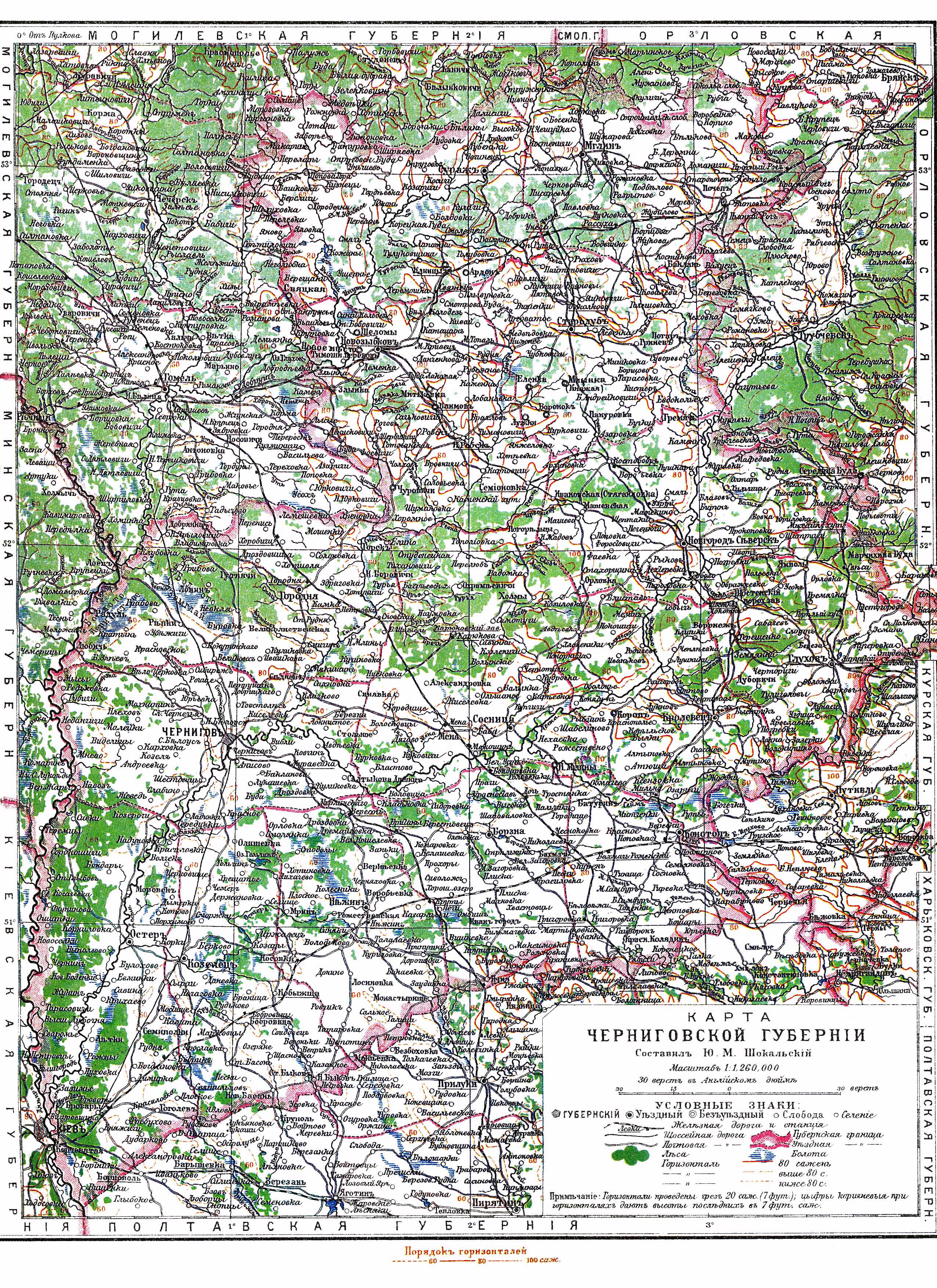
Сангуро-Воскресенськ на карті Чернігівської губернії в складі Російської імперії

У селі побудовано двокласову церковно-прихідську школу.
У часи 1-ї світової війни на фронтах загинуло декілька місцевих селян, мобілізованих до російського війська
Згідно адміністративного поділу Російської імперії, село з відносилось до Конотопського повіту, Чернігівської губернії

### Українська народна республіка (1917—1920)
1917 року село увійшло до складу Посейм'я, територіальної одиниці УНР.

### За першої окупації більшовиками (1920—1941)
У 1925 році радянська влада змінила територіальний устрій і село стало відноситись до Конотопського округу. А 1932 року нова зміна і утворення Конотопського району. У зв'язку з переходом на триступеневу адміністративно-територіальну систему: район — область — центр було створено п'ять областей і Конотопський район на деякий час увійшов до складу Київської області. З утворенням Сумської області 10 січня 1939 року Конотопський район переданий до її складу.
- Колективізація

У Першотравневому насадження системи колгоспів почалося з утворення колгоспу «„Червона перемога“» на хуторі Причепилівка..
- Голодомор

Село постраждало внаслідок геноциду українського народу, проведеного окупаційним урядом СРСР 1921–1923, 1932–1933 та 1946–1947 роках.

Про терор голодом у селі, який було замасковано під «хлібозаготівлю», розповідала обласна чернігівська газета «Комуна» в статті «Про Артіль ім. Молотова Шпотівської сільради, що цілком виконала річний план хлібозаготівлі 20 вересня 1932 року».

### Друга світова війна(1939—1945)
- Зимова війна (1939—1940)

1939 року СРСР вступив у змову з нацистською Німеччиною і таким чином вступив у війну. Уродженці села брали участь у боях під час нападу СРСР на Фінляндію.
- У роки німецької окупації (1941—1943)

Вже 1941 року німці вигнали сталіністів із села. Німецька влада вдалася до примусової висилки молоді на роботи до Німеччини.
- Встановлення другої окупаційної влади СРСР (1943)

Сталіністи знову прийшли до села 10 вересня 1943 року. У бою за село гинули солдати 248-ї окремої курсантської стрілецької дивізії червоної армії.
- Війна з Японією (1945)

Після перемоги на західному фронті, СРСР перекинув своїх солдатів на схід, для війни з Японією за китайські території. Серед цих солдатів були й уродженці Першотравневого, один з яких відзначився в боях за Мукден.

### Післявоєнна УРСР (1945—1991)
У 1950 році Першотравневе замість підпорядкування крупській сільраді (нині с. Базилівка існує, але сільрада об'єднана зі шпотівською), підпорядкували шпотівській, а колгоспи Шпотівки та Першотравневого об'єдналися в один — ім. Молотова, а 1965 році відбулося об'єднання з колгоспом ім. 20-річчя Жовтневої революції (с. Базилівка) та шпотівським радгоспом в одне господарство «Авангард» та побудовано склад мінеральних добрив. У Першотравневому побудували будинок культури і магазин.

### За незалежної України
Після розпаду СРСР дані колгоспні надбання було розподілено між людьми. Але зважаючи на безвідповідальність нової влади та недалекоглядність і жадібність деяких місцевих «багачів», більшість колишнього народного добра було розграбовано, сплюндровано і знищено або продано і простому населенню окрім земельних паїв мало що дісталося, особливо з колгоспної техніки, яку до того ж, за можливості, люди почали викупляти — адже один трактор чи комбайн давали на десятьох.

## Природа
- Тваринний світ

Тут можна зустріти зайців, лисиць, ондатр, бобрів, вужів, яструбів, шулік, сов, лелек (тут їх звуть чорногузами) та багато видів гризунів. Місцевий люд оповідає, що зрідка сюди забрідають навіть вовки. Домашні кішки часто виводять своїх кошенят в лісосмугах поблизу села, то ж іноді кошенята там стають здичавілими, живуть з полювання і бояться людей.
- Рослинний світ

На території села зустрічаються берези, дуби, верби, в'язи, явори, клени, є навіть ялинки. Понад ставками і струмком росте мати-й-мачуха, дикі троянди, шипшина. Загалом — звичні рослини, що ростуть у лісостеповій зоні України.

## Економіка

### Робочі місця
За часів СРСР тут був колгосп, склад мінеральних добрив, будинок культури і початкова школа. У 2015 році основним потребувачем найманих працівників в околиці є колишні реформовані колгоспи, перетворені на приватні фермерські господарства. До 2013 року було двоє таких великих підприємств (одне в Базилівці), але станом на 2015 рік лишилось лише шпотівське ПСП «Прометей». Це велика ферма, де працюють близько тисячі робітників — доярок, електриків, механізаторів, комбайнерів тощо. Ця ферма навіть має закордонних інвесторів, що надсилають своїх підлеглих та стажерів споглядати як працює це господарство.

Але цього все одно не вистачає, аби забезпечити роботою все місцеве населення, то ж багато людей виїжджають на заробітки як у районний центр так і закордон.

### Тваринництво

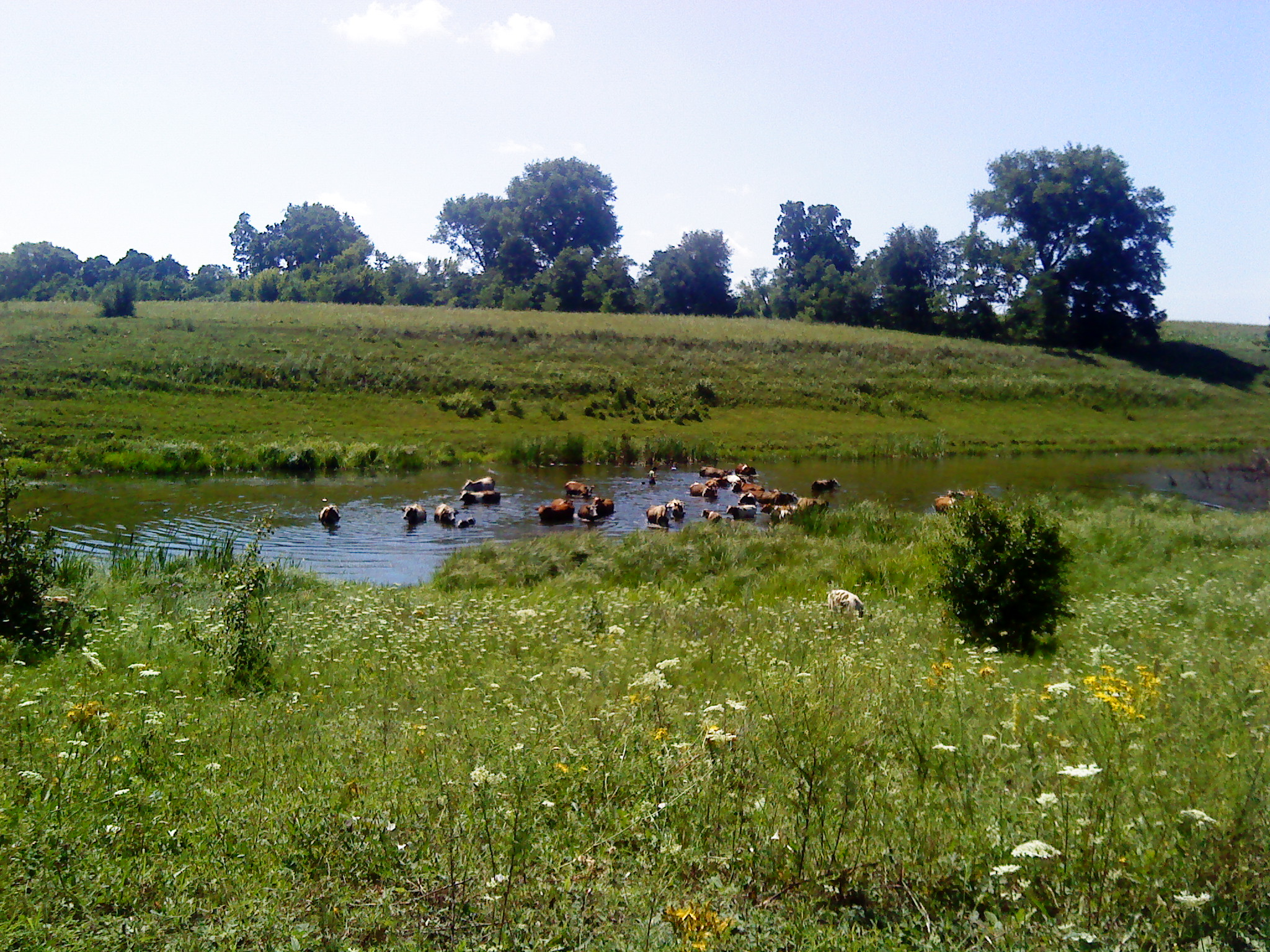
Корови в Совхозькому ставку

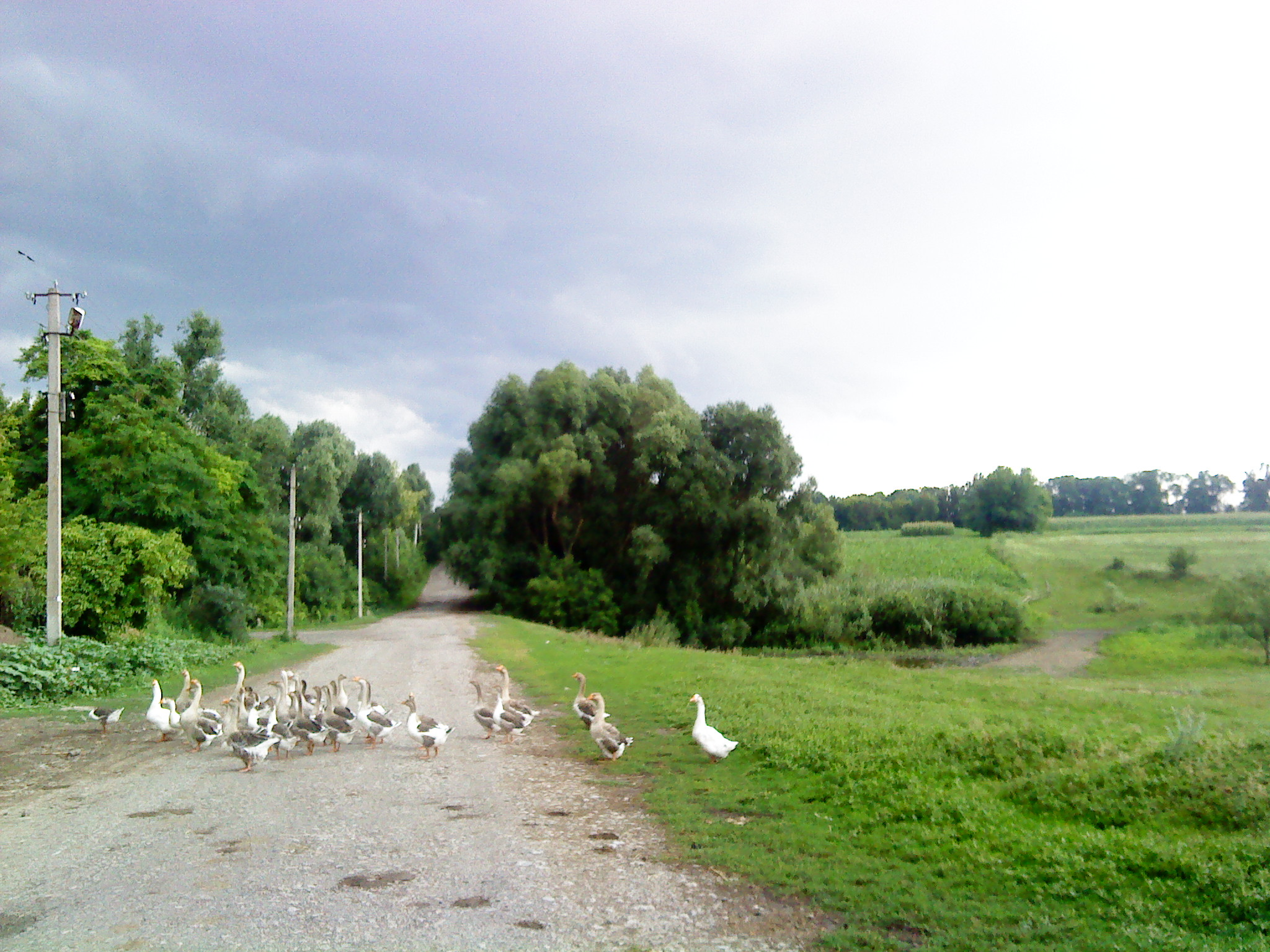
На вигоні (центр села)

Місцеві селяни розводять корів, кролів, коней, свиней, займаються птахівництвом (переважно розведення гусей, качок та індиків) та бджільництвом.
До 2013 року в селі налічувалося близько 60 голів великої рогатої худоби (корів, биків) та декілька коней. Хутори Куликівка, Причепилівка та Заярівка випасали свою худобу разом, а дібровівську через велику відстань (майже 1 км) гнати до купи не доречно, тому її випасали окремим стадом. Кожна сім'я мала випасати стадо залежно від кількості власної худоби у ньому.

Через скрутне становище, спричинене складною економічною ситуацією в країні і низьку закупівельну ціну на молоко (від 2-х гривень), більшість домогосподарств або продали, або пустили під ніж своїх корів, тому станом на 2015 рік село майже не поставляє молоко заготівельникам і поступово занепадає, що спричинює відтік населення з цього населеного пункту, адже іншої роботи в селі немає, а у сусідніх, більших селах кількість робочих місць невелика.

### Земельне господарство
На власних паях, які їм дісталися після розпаду колгоспів, тутешні селяни здебільшого вирощують ячмінь, ріпак, гречку, кукурудзу, картоплю та просо. Проте, техніка для обробки полів (трактори, комбайни, тюкувалки) є лише в одиниць, отже на неї збирається черга охочих. Деякі господарства використовують тяглову силу коней для обробки землі.
- Пасовище

Велика частина території села, здебільшого на пагорбах та балках, відведена під пасовище для худоби.

### Торгівля
Після того, як ще за часів СРСР згорів магазин, що знаходився на хуторі Причепилівка, тут бувають лише пересувні ятки з товарами, що приїджають у певні дні тижня. Окрім харчів, розвозять ще одяг, балони зі зрідженим газом та зрідка навідуються представники мережевого маркетингу з міста, аби втричі дорожче продати свій мотлох місцевим пенсіонерам.
До 2010 року працювала з перебоями також крамничка у Базилівці. Станом на 2015 рік, найближчі 3 крамнички, які тут називають «каламбурами», знаходяться у Шпотівці.

### Промисел
- Рибальство

У ставках водиться червоний карась та срібний карась, короп, лин. Зазвичай рибу тут ловлять забороненими методами — сітками, ятерами, волоками, або просто спускаючи воду зі ставу і збираючи рибу черпаками, що позначається на її кількості у водоймах. За часів СРСР в цих водоймах водились також в'юни та бубирі, які зникли внаслідок нещадного і неконтрольованого вилову.
Що ж до цивільзованого лову, то він теж присутній як розвага (вудки та донки). Риба тут клює на хліб, тісто, горох, черв'яків, змащених пахучими оліями і без них. Для прикормки зазвичай використовують макуху.
- Мисливство

Неподалік села знаходиться Совхозький став та болото, де в серпні мисливці зазвичай б'ють диких качок, яких тут звуть куріпками. Іноді також полюють на лисиць і ондатр.
- Збиральництво

У лісосмугах, які оточують село з усіх боків можна знайти чимало грибів, зокрема білих, печериць, лисичок, підберезовиків та рижиків.

Лісопосадки вздовж траси, що з'єднує село з іншими населеними пунктами, зазвичай засаджені кленами та фруктовими деревами — здебільшого яблунями, інколи трапляються груші. Восени, люди з міста приїджають збирати тут врожай, адже він нікому не належить. Також, у дубо-березовій лісосмузі понад Совхозьким ставом збирають ліщину.

## Населення
У 1975 році населення села становило ~ 320 осіб. Станом на 2015 рік населення 127 осіб.
В основному це пенсіонери, але молодь теж присутня. На відміну від інших занепадаючих сіл, у цьому лише 5—6 покинутих хат, а решта — заселена.

## Територіальний поділ
Село поділяється на 4 хутори: 
- Куликівка — 13 подвір'їв
- Причепилівка — 1 подвір'їя
- Заярівка — 5 подвір'їв
- Дібровівка — 26 подвір'їв

## Інфраструктура

### Коммунальне господарство
- Газ

Село не газифіковане, у господарствах для приготування їжі користуються балонами зі зрідженим газом, а для обігріву будинків використовують дрова.
- Електрика

У село електричний струм постачається з Дубов'язівської електростанції на перерозподільний щит, що знаходиться на Куликівці. Всі домівки електрифіковані, а центральна вулиця освітлюється ліхтарями.
- Водопостачання

Тут немає централізованого водогону, як то в сусідній Базилівці, то ж всі користуються лише криницями.

Село влітку має проблеми з водою — після пересихання деяких ставів, вона поступово зникає у криницях, через що доводиться їх поглиблювати все більше рік за роком. Через це у всіх криницях, розташованих поза подвір'ями селян і які не були поглиблені, вода не питна та затхла.

### Транспорт
- Залізниця

Найближча залізнична станція є на відрізку колії Суми → Конотоп і знаходиться у смт Дубов'язівка.
- Автобус

Щосереди, щоп'ятниці, щосуботи та щонеділі через село ходить старенький маршрутний автобус «Конотоп → Базилівка → Конотоп» тричі на день — о 6.00 • о 14.30 та • о 19.30. Станом на 2015 рік, ціна квитка з села до Конотопа становить ~ 40 грн.

 Неподалік села (6 км на північ) є дорога обласного значення P-61 Суми → Конотоп, де ходить багато автобусів — як міжміських, так і міжобласних. Ціна квитка до Сум в межах ~ 60 грн. (2015 рік).

### Шляхи
Через селище проходить автомобільна дорога Т 2504.
Асфальтове покриття в селі і до села в поганенькому стані, через що техніка часто ламається, а взимку через хуртовини та снігові заноси може взагалі не проїхати. Позаяк, село розташоване досить далеко від райцентру Конотоп — 37 км, то звідси до сусіднього райцентру Ромни — майже така сама відстань. Але в Ромни місцеве населення майже не їздить, особливо в дощовий період, бо стан дорожнього покриття в тому напрямку ще гірший, місцями навіть ґрунтовка.

 У 2014 році вздовж центральної вулиці села встановили декілька ліхтарів, а до того там не було ніякого освітлення.

### Освіта і наука
Школа в селі існувала ще за часів Російської імперії, як двокласова церковно-прихідська. Радянська влада реорганізувала її в початкову двокласову школу, а завершувати шкільну освіту учням треба було в Пекарях. У 1977 році цю школу закрили, а дітей перевели до Пекарівської середньої школи. У подальшому, діти до 2009 року їздили на навчання до шкіл у селах Шпотівка та Базилівка. У 2009 році школу в Базилівці закрили, а дітей що лишились перевели до шпотівських шкіл.

### Медицина
Так як спочатку село відносилось до Базилівської сільради, то селяни проходили медичне обстеження у Базилівці. За медичною допомогою селяни звертаються у 2 фельдшерських пункти в Шпотівці, або в найближчу лікарню аж у Дубов'язівці, за 20 км.
- Ветеринарія

Уся велика рогата худоба зареєстрована, має бірки на вухах з власним номером та проходить ветеринарний огляд у встановлені строки. Але так як до власного ветеринара в селі немає, місцеве населення здебільшого проводить нескладні ветеринарні операції з тваринами самотужки, викликаючи ветеринара лише в складних випадках і для планового огляду.

### Пошта
Власного поштового відділення в Діброві немає, потрібно їхати до Шпотівки, де поштове відділення (пересувне) відкривається раз на тиждень — у середу. До 2013 року у Шпотівці було повноцінне поштове відділення, але його закрили.

### Культура та відпочинок
Тутешній будинок культури також був закритий ще за СРСР. Найближчі будинки культури, або «клуб» як кажуть місцеві, знаходяться в Базилівці та Шпотівці.
- Бібліотека

Найближча також в Шпотівці.

### Телекомунікації
Неподалік цього села, у селі Чернеча Слобода, розташована вежа посилення стільникового зв'язку, то ж телефонний сигнал на пристойному рівні. Також по селу прокладений телефонний кабель.

У селі є покриття інтернет у форматі GSM, але сигнал слабенький, тому ліпше використовувати додаткову антену на модем.

  Радіо, навіть в мобільному телефоні, ловить доволі непоганий сигнал з конотопської радіостанції. Що ж до більш потужніших приймачів, то вони ловлять всі радіостанції, доступні в Сумській області.

### Спорт
У селі є аматорське футбольне поле, де інколи проходять товариські матчі з командами довколишніх сіл.

### Інше

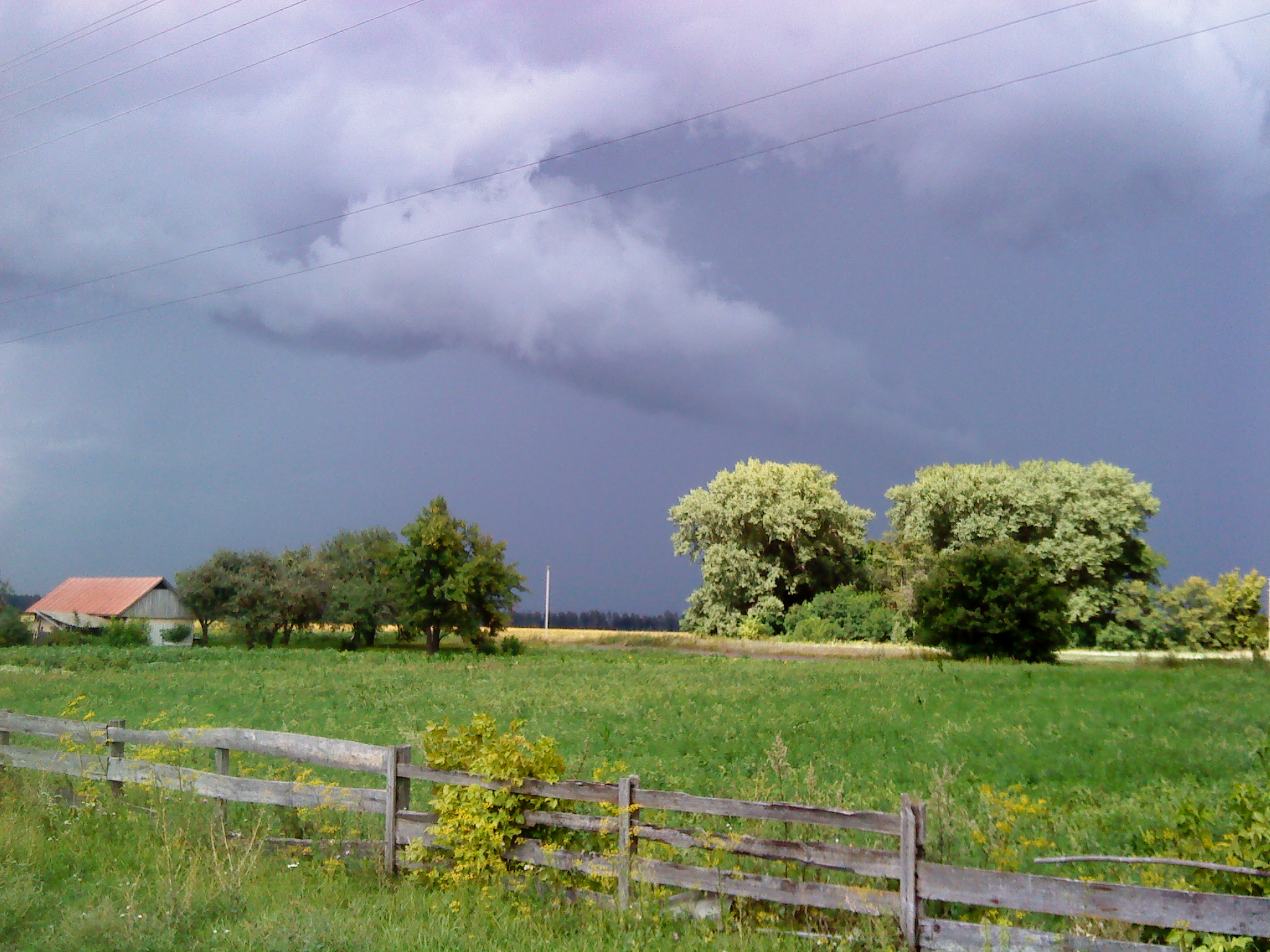
Гроза над Куликівським кладовищем

У селі є власне кладовище, розділене струмком, дорогою та полями на 2 великі і одну маленьку частини. Перша частина кладовища знаходиться на хуторі Куликівка, друга (найменша) на Причепилівці і третя на Дібровівці. Це доволі старе кладовище, тут можна зустріти могили ще за 1800-ті роки. Усі частини кладовища знаходяться у невеличких гаях і рідко відвідуються людьми.
Під час язичницького слов'янського свята Проводи, яке було змішане з православ'ям, на це кладовище сходиться багато людей аби пом'янути родичів і друзів.

## Відомі люди
- Бакай Григорій Павлович — радянський військовий, ветеран Зимової війни та Другої світової війни.
- Шепітько Володимир Михайлович — радянський військовий, ветеран Другої світової війни